# 2-й Староруднянський провулок (Житомир)
2-й Староруднянський провулок — провулок в Богунському районі Житомира. Соціально-виробничий урбанонім: раніше тут добували залізну руду.

## Розташування
Починається від вулиці Чумацький Шлях в проміжку між будинками 23 та 25 і прямує на захід. Провулок має відгалуження, сумарна довжина — 400 метрів.
Перетинається з провулком 1-м Староруднянським.

## Історія
До 2016 року мав назву 3-й провулок Боженка.
Відповідно до розпорядження Житомирського міського голови від 19 лютого 2016 року № 112 «Про перейменування топонімічних об'єктів та демонтаж пам'ятних знаків у м. Житомирі», перейменований на 2-й Староруднянський провулок.

## Транспорт
- Автобус № 30 — на зупинці «Вулиця Чумацький Шлях»